# District de Dharashiv
Le district de Dharashiv (en Marathi:  उस्मानाबाद जिल्हा) est un district de la Division d'Aurangabad du Maharashtra.

## Description
Son chef-lieu est la ville d'Dharashiv.
Au recensement de 2011, sa population était de 1 657 576 habitants.

## Tahsils
Les tahsils du district de Dharashiv sont:
- Bhoom
- Kalamb
- Lohara
- Omerga
- Dharashiv
- Paranda
- Tuljapur
- Vashi